# 青春禁忌游戏
《青春禁忌游戏》（俄语：Дорогая Елена Сергеевна，直译为《亲爱的叶莲娜·谢尔盖耶夫娜》）是一部1988年上映的苏联剧情片，由埃利达尔·梁赞诺夫执导，改编自柳德米拉·拉祖莫夫斯卡娅的同名舞台剧。剧本创作于1981年。影片讲述了一群现代青少年与女教师展开残酷心理博弈的故事。由莫斯科电影制片厂"节奏"创作联盟摄制，1987年9月至10月间仅用22天完成拍摄。影片于1988年4月12日公映。

## 剧情
十年级毕业班的四名学生以庆生为名拜访数学教师叶莲娜·谢尔盖耶夫娜。然而他们别有用心——企图获取保险柜钥匙修改期末考卷。每个学生都带着看似合理的借口：沃洛佳需要高分进入国际关系学院；帕维尔渴望通过军校体检；维佳想摆脱酗酒父亲的控制；唯一女生拉拉则怀有隐秘情愫。随着夜幕降临，单纯的拜访演变成残酷的心理攻防战，师生价值观激烈碰撞，最终演变成暴力冲突。当黎明来临，这场没有赢家的较量以悲剧收场，折射出苏联末期青年一代的道德危机。

## 演员表
- 玛丽娜·涅约洛娃 饰 叶莲娜·谢尔盖耶夫娜
- 娜塔莉娅·舒金娜 饰 拉拉
- 德米特里·马里亚诺夫 饰 帕维尔（配音：安德烈·塔什科夫）
- 费奥多尔·杜纳耶夫斯基 饰 维克多·舍甫琴科
- 安德烈·季霍米罗夫 饰 沃洛佳（配音：奥列格·缅希科夫）
- 埃利达尔·梁赞诺夫 饰 抱怨音乐声扰邻的邻居

## 制作团队
- 导演：埃利达尔·梁赞诺夫
- 编剧：柳德米拉·拉祖莫夫斯卡娅、埃利达尔·梁赞诺夫
- 摄影：瓦季姆·阿利索夫
- 美术：亚历山大·鲍里索夫
- 音效：谢苗·利特维诺夫
- 音乐：谢尔盖·斯克里普卡
- 服装设计：娜塔莉娅·伊万诺娃

## 制作背景
导演梁赞诺夫在1980年代初读到拉祖莫夫斯卡娅的剧本后深受震撼。尽管当时已获得莫斯科电影制片厂厂长尼古拉·西佐夫的拍摄许可，但因尤里·安德罗波夫上台后的政治环境变化项目被叫停。直到1987年10月，在审查制度松动但仍存在的背景下，影片以《最后一考》为暂定名开拍。全部拍摄仅耗时22天。
选角方面，玛丽娜·涅约洛娃是首位确定的主演。其他年轻角色多数从在校生中遴选，其中娜塔莉娅·舒金娜是真正的十年级学生。据舒金娜回忆，梁赞诺夫在拍摄时常将剧中角色特质投射到演员身上，甚至出现过激烈争执。
开场游泳戏为临时加拍，与剧中六月天气不同，拍摄时是十月寒冬，演员们不得不在奥林匹克体育中心泳池拍摄特写，外景取自莫斯科克拉夫琴科大街附近的乌达尔措夫池塘。

## 原声音乐
影片音乐由谢尔盖·斯克里普卡统筹，包含多首时代金曲：
- 《斗牛士》 - 摇滚乐队阿丽娅乐队（作曲：亚历山大·格拉诺夫斯基，作词：玛格丽塔·普希金娜）
- 《只有你和我》 - 弗拉基米尔·库兹明（词曲演唱）
- 《快乐时光》 - 组合罗德尼克
- 梁赞诺夫前作《为可怜的骠骑兵说句话》中安德烈·彼得罗夫创作的华尔兹
- 电视片段出现AVIA乐队的《我不爱你》音乐录像

## 社会反响
《电影放映员》杂志1988年9月刊载影评人娜塔莉娅·米洛谢尔多娃文章，认为梁赞诺夫成功介入了关于苏联青年价值观的公共讨论。文章指出，停滞时代的放任政策催生了年轻一代的信仰危机，这种道德沦丧使老一辈震惊。
《电影观众之友》1988年10月号中，影评人塔季扬娜·赫洛普良金娜强调，拉祖莫夫斯卡娅早在1980年代初就通过该剧预警了新一代与教育体系的信任危机。她指出，影片揭示了在理想主义外壳下，苏联青年早已深陷价值虚无。